# Luiz Michielin
Luigi Michielin, conhecido no Brasil como Luiz Michielin (também grafado Michelin) foi um político ítalo-brasileiro.
De sua vida quase nada se sabe. Natural de Vicenza, ganhou destaque em Caxias do Sul como um dos membros da Junta Governativa indicada pelo Governo do Estado do Rio Grande do Sul para dirigir o município após sua emancipação em 20 de junho de 1890, sendo nomeado em 28 de março de 1891 em substituição de Antônio Moro, e permanecendo no cargo até a dissolução da Junta em 15 de dezembro do mesmo ano, quando foi empossado o primeiro Conselho Municipal. Foi também um líder católico, apoiador do padre Pietro Nosadini em suas lutas contra os maçons e a Intendência entre os anos de 1896 e 1898. Casado com Antônia, deixou pelo menos um filho, Luiz Filho.